# Луганское (Крым)
Луга́нское (до 1948 года 28-й участок; укр. Луганське, крымскотат. Luganskoye, Луганское) — село в Джанкойском районе Республики Крым, центр Луганского сельского поселения (согласно административно-территориальному делению Украины — Луганского сельского совета Автономной Республики Крым).

## Население
| 2001 | 2014  |
| ---- | ----- |
| 1450 | ↘1129 |

Всеукраинская перепись 2001 года показала следующее распределение по носителям языка
| Язык             | Процент |
| ---------------- | ------- |
| русский          | 56.76   |
| украинский       | 21.59   |
| крымскотатарский | 18.07   |
| другие           | 0.69    |

## Современное состояние
На 2017 год в Луганском числится 10 улиц и 3 переулка; на 2009 год, по данным сельсовета, село занимало площадь 202 гектара на которой, в 452 дворах, проживало более 1,3 тысяч человек. В селе действуют школа-детский , дом культуры, библиотека, отделение Почты России, церковь апостолов Петра и Павла.

## География
Луганское — большое село в западной части района, в степном Крыму, высота центра села над уровнем моря — 25 м. Соседние сёла: Тутовое в 4 км на северо-запад, Пробуждение в 2,3 км на север, Ковыльное в 2,8 км на восток, Ударное в 2,5 км на юго-восток и Лобаново в 5 километрах на юг, там же ближайшая железнодорожная станция — Богемка. Расстояние до райцентра — около 20 километров (по шоссе). Транспортное сообщение осуществляется по региональной автодороге 35Н-184 Тутовое — Лобаново (по украинской классификации — С-0-10460).

## История
Луганское было основано еврейскими поселенцами в предвоенные годы (приблизительно в 1928 году) и значилось в документах как участок № 28. Вскоре после начала отечественной войны часть еврейского населения Крыма была эвакуирована, из оставшихся под оккупацией — большинство расстреляны.
В 1944 году, после освобождения Крыма от фашистов, 12 августа 1944 года было принято постановление № ГОКО-6372с «О переселении колхозников в районы Крыма» и в сентябре 1944 года в район приехали первые новоселы (27 семей) из Каменец-Подольской и Киевской областей, а в начале 1950-х годов последовала вторая волна переселенцев из различных областей Украины. С 25 июня 1946 года участок № 28 в составе Крымской области РСФСР. Указом Президиума Верховного Совета РСФСР от 18 мая 1948 года 28-у участку присвоили название Луганское. 26 апреля 1954 года Крымская область была передана из состава РСФСР в состав УССР. Время включения в Лобановский сельсовет пока не установлено: на 15 июня 1960 года село уже числилось в его составе. 11 апреля 1963 года был образован совхоз «Украина» (ранее Луганское было отделением совхоза «Семенной»; по другим данным — колхозом имени Кирова). С 1975 года — центр сельсовета. По данным переписи 1989 года в селе проживало 1015 человек. С 12 февраля 1991 года село в восстановленной Крымской АССР, 26 февраля 1992 года переименованной в Автономную Республику Крым. В 1997 году совхоз «Украина» был реорганизован в КСП «Луганское», а в апреле 2000 года — в СПТЗК «Луганское». С 21 марта 2014 года в составе Крыма аннексировано Россией.